# Demografia do Zimbabwe
Este artigo é sobre as características demográficas da população do Zimbabwe, incluindo densidade populacional, etnia, nível de educação, saúde da população, status econômico, afiliações religiosas e outros aspectos da população.

## População
A população do Zimbabwe cresceu durante o século XX de acordo com o modelo de um país em desenvolvimento com altas taxas de natalidade e queda das taxas de mortalidade, resultando em uma taxa de crescimento populacional relativamente alta (cerca de 3% ou mais na década de 1960 e início da década de 1970). Após um surto no período de 1980-1983 após a independência, um declínio nas taxas de nascimento estabeleceu. Desde 1991, no entanto, houve um salto nas taxas de mortalidade de um mínimo de 10 por 1000 em 1985 para um máximo de 25 por 1000 em 2002/2003. Desde então, caiu para menos de 22 por 1000 (estimativa para 2007) um pouco abaixo da taxa de natalidade de cerca de 27 por 1000.
A alta taxa de mortalidade por causa de instalações médicas precárias. Isso leva a um pequeno aumento natural de cerca de 0,5%. As mortes por HIV/AIDS diminuíram devido a melhores métodos de proteção. No entanto, as taxas de migração externa de cerca de 1,5% ou mais foram experimentadas há mais de uma década, portanto, as mudanças populacionais reais são incertas. Devido ao elevado número de emigrantes não identificados, o aumento recente da emigração e o número de mortes causados pela AIDS, a população total pode estar diminuindo para 8 milhões de acordo com algumas estimativas.

### Dados de censo

#### Dados históricos da Rodésia do Sul
| Ano  | Preto   | Branco | Coloured | Asiático |
| ---- | ------- | ------ | -------- | -------- |
| 1911 | 744,559 | 23,606 | 2,912    |          |
| 1921 | 862,319 | 33,620 | 1,998    | 1,250    |

| Ano  | Preto      | Branco                    |
| ---- | ---------- | ------------------------- |
| 1890 | 700,000    |                           |
| 1910 | 900,000    | 20,000                    |
| 1927 | 922,000    | 38,200                    |
| 1930 | 1,300,000  |                           |
| 1945 | 1,400,000? | 140,000                   |
| 1946 | 1,640,000  | 80,500[carece de fontes?] |

### Estimativas atuais
Baseado em Perspectivas da População Mundial de 2022, a população do Zimbabwe foi estimada pelas Nações Unidas  em 15.993.524 em 2021. Cerca de 38.9% compreendiam jovens menores de 15 anos, enquanto outros 56.9% agrupados entre 15 e 65 anos. Apenas cerca de 4.2% Dos cidadãos aparentemente tinham mais de 65 anos.
|      | Total população (x 1000) | população idade 0–14 (%) | população idade 15–64 (%) | população idade 65+ (%) |
| ---- | ------------------------ | ------------------------ | ------------------------- | ----------------------- |
| 1950 | 2 747                    | 42.0                     | 54.8                      | 3.2                     |
| 1955 | 3 204                    | 43.8                     | 52.9                      | 3.3                     |
| 1960 | 3 752                    | 45.3                     | 51.4                      | 3.4                     |
| 1965 | 4 422                    | 47.7                     | 49.0                      | 3.3                     |
| 1970 | 5 206                    | 48.1                     | 48.7                      | 3.2                     |
| 1975 | 6 170                    | 48.4                     | 48.5                      | 3.1                     |
| 1980 | 7 289                    | 48.9                     | 48.1                      | 3.0                     |
| 1985 | 8 855                    | 47.9                     | 49.1                      | 3.0                     |
| 1990 | 10 469                   | 46.1                     | 50.9                      | 3.0                     |
| 1995 | 11 685                   | 44.3                     | 52.5                      | 3.2                     |
| 2000 | 12 509                   | 41.7                     | 54.9                      | 3.4                     |
| 2005 | 12 710                   | 40.1                     | 56.1                      | 3.8                     |
| 2010 | 13 080                   | 38.9                     | 56.9                      | 4.2                     |

## Estatísticas vitais
Registro de eventos vitais no Zimbabwe não está completa. O Departamento de População das Nações Unidas preparou as seguintes estimativas.

| Período | Nascidos vivos por ano | Mortes por ano | Mudança natural por ano | CBR* | CDR* | NC*  | TFR* | IMR* |
| --- | ---------------------- | -------------- | ----------------------- | ---- | ---- | ---- | ---- | ---- |
| 1950-1955 | 144 000                | 52 000         | 92 000                  | 48.3 | 17.4 | 30.9 | 6.80 | 115  |
| 1955-1960 | 167 000                | 56 000         | 111 000                 | 48.1 | 16.2 | 31.8 | 7.00 | 105  |
| 1960-1965 | 197 000                | 61 000         | 136 000                 | 48.2 | 15.0 | 33.3 | 7.30 | 97   |
| 1965-1970 | 229 000                | 66 000         | 162 000                 | 47.5 | 13.7 | 33.7 | 7.40 | 90   |
| 1970-1975 | 271 000                | 72 000         | 199 000                 | 47.6 | 12.6 | 35.0 | 7.40 | 83   |
| 1975-1980 | 320 000                | 76 000         | 244 000                 | 47.6 | 11.3 | 36.3 | 7.30 | 74   |
| 1980-1985 | 363 000                | 78 000         | 285 000                 | 44.9 | 9.6  | 35.3 | 6.74 | 64   |
| 1985-1990 | 381 000                | 83 000         | 299 000                 | 39.5 | 8.6  | 30.9 | 5.66 | 56   |
| 1990-1995 | 390 000                | 108 000        | 281 000                 | 35.2 | 9.8  | 25.4 | 4.77 | 55   |
| 1995-2000 | 381 000                | 176 000        | 205 000                 | 31.5 | 14.5 | 16.9 | 4.05 | 65   |
| 2000-2005 | 372 000                | 220 000        | 152 000                 | 29.7 | 17.5 | 12.1 | 3.74 | 68   |
| 2005-2010 | 370 000                | 190 000        | 180 000                 | 29.4 | 15.1 | 14.3 | 3.47 | 59   |
| * CBR = Taxa bruta de natalidade (por 1000); CDR = Taxa bruta de mortalidade (por 1000); NC = Mudança natural (por 1000); IMR = Taxa de mortalidade infantil por 1000 nascimentos; TFR = Taxa de fertilidade total (número de filhos por mulher) |                        |                |                         |      |      |      |      |      |

### Fertilidade e nascimentos
Taxa de Fertilidade Total (TFR) (Taxa de Fertilidade Desejada) e taxa bruta de natalidade (CBR):

| Ano       | CBR (Total) | TFR (Total) | CBR (Urban) | TFR (Urban) | CBR (Rural) | TFR (Rural) |
| --------- | ----------- | ----------- | ----------- | ----------- | ----------- | ----------- |
| 1982-1984 |             | 6.66        |             | 5.33        |             | 7.28        |
| 1985-1988 |             | 5.31        |             | 3.86        |             | 6.06        |
| 1994      | 31.6        | 4.29 (3.5)  | 30.5        | 3.09 (2.6)  | 32.0        | 4.85 (3.9)  |
| 1999      | 30.8        | 3.96 (3.4)  | 31.3        | 2.96 (2.6)  | 30.5        | 4.57 (3.8)  |
| 2005-2006 | 31.0        | 3.8 (3.3)   | 28.5        | 2.6 (2.3)   | 32.0        | 4.6 (3.9)   |
| 2010-2011 | 34          | 4.1 (3.4)   | 34          | 3.1 (2.7)   | 34          | 4.8 (4.0)   |
| 2015      | 32.0        | 4.0 (3.6)   | 31.1        | 3.0 (2.7)   | 32.7        | 4.7 (4.1)   |

Dados de fertilidade até 2010-2011 (Programa DHS):
| Província           | Taxa de fertilidade total | Porcentagem de mulheres com idade entre 15 e 49 anos atualmente gravida | O número médio de filhos nascidos de mulheres idade 40-49 |
| ------------------- | ------------------------- | ----------------------------------------------------------------------- | --------------------------------------------------------- |
| Manicaland          | 4.8                       | 8.8                                                                     | 4.9                                                       |
| Mashonaland Central | 4.5                       | 9.1                                                                     | 5.0                                                       |
| Mashonaland Leste   | 4.5                       | 7.3                                                                     | 4.2                                                       |
| Mashonaland Oeste   | 4.5                       | 8.5                                                                     | 5.0                                                       |
| Matabeleland Norte  | 4.1                       | 7.7                                                                     | 5.2                                                       |
| Matabeleland Sul    | 4.2                       | 6.6                                                                     | 4.6                                                       |
| Midlands            | 4.2                       | 7.6                                                                     | 4.8                                                       |
| Masvingo            | 4.7                       | 11.1                                                                    | 4.6                                                       |
| Harare              | 3.1                       | 8.4                                                                     | 3.5                                                       |
| Bulawayo            | 2.8                       | 4.8                                                                     | 3.2                                                       |

## Grupos étnicos
De acordo com o relatório do Censo de 2012, 99,7% da população é de origem africana.
Do resto da população, o grande volume - talvez 30 mil pessoas—são Branco zimbabuenses de ascendência européia, uma minoria que já havia diminuído em tamanho antes da independência.
A vasta maioria negra cresceu a uma taxa anual projetada de 4,3% desde 1980. Embora os números atuais são difíceis de determinar, a comunidade branca uma vez se reproduziu a uma taxa anual (menos 1,5%) semelhante ao da maioria dos totais em nações desenvolvidas. Das duas principais categorias etnolinguísticas, falantes Shona formou uma pluralidade decisiva e ocuparam os dois terços orientais de Zimbabwe. Os falantes Ndebele constituem cerca de 16%, e nenhum dos outros grupos étnicos indígenas chegou a 2% nas últimas décadas. Os falantes africanos de línguas não-indígenas incluíram trabalhadores migrantes de Malawi, Zâmbia, e Moçambique.
Três quartos dos zimbabuenses brancos são de britânico ou Diáspora britânica origem; em várias ocasiões, muitos emigraram de África do Sul e em outros lugares. Após a Segunda Guerra Mundial, Zimbabwe (então Rodésia do Sul) recebeu um influxo substancial de emigrantes do Reino Unido—Um punhado anteriormente residia em outras colônias, como Paquistão e Quênia. Também foram representados em uma escala muito menor os indivíduos de Afrikaner, Gregos e Portugueses. Depois da Declaração de Independência Unilateral da Rodésia em 1965, a administração de Ian Smith eliminou obstáculos técnicos à imigração da Europa do Sul.
Uma população Coloured  fortemente urbanizada é descendente, em parte, de uniões precoces entre colonos  rodesianos brancos e fêmeas locais africanas negras. Muitos, no entanto, também podem traçar a sua ascendência para os Dutch/Khoisan clãs mulatos do Cabo.
Com a exceção de um seleto poucos que foram trazidos para o Zimbabwe como trabalhadores ferroviários, mais asiáticos no Zimbabwe chegou de Índia buscando emprego ou empreendedorismo. Uma classe educada, eles tradicionalmente se envolveram no comércio varejista ou na fabricação.

## Idiomas
Zimbabwe tem 16 idiomas oficiais:Chewa, Tonga, Chibarwe, Inglês, Kalanga, Koisan, Nambya, Ndau, Ndebele, Shangani, Shona, Língua de sinais, Sotho, Tonga, Tswana, Venda, Xhosa. Inglês também é um dos idiomas oficiais do Zimbabwe e é amplamente utilizado na administração, direito e escolas, embora menos de 2,5%, principalmente o branco e Coloured (mestiço) minorias, consideram sua língua nativa. O resto da população fala Shona (70%) e Ndebele (20%), Kalanga (2%), etc. Shona tem uma tradição oral rica, que foi incorporada ao primeiro romance de Shona, Feso por Solomon Mutswairo, publicado em 1956. O inglês é falado principalmente nas cidades, mas menos nas áreas rurais. A notícia da televisão é transmitida em inglês, Shona e Ndebele, embora o intervalo de tempo das línguas locais cai fora do horário de visualização principal, mas transmissões de rádio em inglês, Ndebele, Shona, Kalanga, Nambya, Venda, Suthu e Tonga. Inglês, Ndebele e Shona recebem muito mais tempo de antena.

## Religiões
85 por cento dos zimbabuenses são cristãos, e desse número, 61 por cento frequentam regularmente igrejas cristãs. As maiores igrejas cristãs são Anglicanas, Católica romana e Metodista. No entanto, como a maioria dos europeus colônias, o cristianismo é muitas vezes misturado com crenças tradicionais duradouras. Além do cristianismo, adoração ancestral (Amadlozi) é a religião não-cristã mais praticada que envolve a adoração dos antepassados e intercessão  espiritual. Menos de 1% da população é muçulmana, embora muitos zimbabuenses sejam influenciados pelas leis islâmicas sobre alimentos.

## Saúde
De acordo com Nações Unidas Organização Mundial da Saúde, a expectativa de vida média para homens em 2006 era 37 anos e as mulheres era 34 anos de idade, as mais baixas do mundo na época. Uma associação de médicos no Zimbabwe fizeram chamadas para o presidente Mugabe a fazer movimentos para ajudar o serviço de saúde doente.
Desde então, recuperou-se, e os números de 2010 a 2015 foram de 53 e 54 para homens e mulheres, respectivamente.

## Estatísticas demográficas da CIA World Factbook

### Grupos étnicos[27]
- Africano 99.4% (Predominantemente Shona; Ndebele é o segundo maior grupo étnico)
- Outro 0.4%
- Não especificado 0.2% (2012 est.)

### Línguas[27]
- Shona (oficial; mais falada), Ndebele (oficial, segunda mais falada), Inglês (oficial; tradicionalmente usada para negócios oficiais), 13 línguas minoritárias (oficial; inclui Chewa, Chibarwe, Kalanga, Koisan, Nambya, Ndau, Shangani, língua de sinais, Sotho, Tonga, Tswana, Venda, e Xhosa)

### Religiões[27]
- Protestante 75.9% (inclui Apostólica 38%, Pentecostal 21.1%, outra 16.8%)
- católica romana 8.4%
- Outra cristã 8.4%
- Outra 1.2% (inclui Tradicional, Islão)
- Nenhuma 6.1% (2011 est.)

### População
- 13,182,908 (July 2013 est.)

### Taxa de crescimento populacional
- 4.357% (2012 est.)

### Taxa de natalidade
- 32.19 nascidos/1,000 população (2012 est.)

### Índice de mortalidade
- 12.38 mortos/1,000 população (2012 est.)

### Taxa de migração
- 23.77 migrantes/1,000 população (2012).There is an increasing flow of Zimbabweans into South Africa and Botswana in search of better economic opportunities.

### Urbanização
- população urbana: 3.8% da população total (2010)
- Taxa de urbanização: 3.4% Taxa de variação anual(2010-15 est.)

### Proporção de sexo
(2011 est.)
- no nascimento: 1.03 masculino(s)/feminino
- abaixo de 15 anos: 1.02 masculino(s)/feminino
- 15-64 anos: 0.92 masculino(s)/feminino
- 65 anos ou mais: 0.70 masculino(s)/feminino
- população total: 0.95 masculino(s)/feminino

### Porcentagem de população desnutrida
- 45%

### AIDS
- Taxa de prevalência de adultos
  - 15.3% (2007)
  - 33.7% (2001 est.)
  - 25% (estimativa de 1999).
- Pessoas que vivem com HIV/AIDS
  - 1.3 milhões (2007 est.)
  - 2.3 milhões (2001 est.)
- Deaths
  - 140,000 (2007 est.)
  - 200,000 (2001 est.)
  - 160,000 Anualmente (estimativa de 1999).

### Expectativa de vida no nascimento
- (2012 est.)
  - população total** 51.82 anos
  - masculino** 51.95 anos
  - feminino** 51.68 anos
- (2010)
  - população total** 47.55 anos
  - masculino** 47.98 anos
  - feminino** 47.11 anos
- (2000)
  - população total** 37.78 anos
  - masculino**  39.18 anos
  - feminino** 36.34 anos

### Taxa de fertilidade total
- As taxas oficiais de fertilidade na última década foram de 3,6 (Censo de 2002),[28] 3.8 (pesquisa de 2006 também diz que as mulheres realmente queriam em média 3.3 crianças)[29] e 3.8 (Censo 2012).[10]

### Densidade dos médicos
- 0.16 Médicos/1.000 habitantes (2004)

### Densidade do leito hospitalar
- 1.7 camas/1.000 habitantes (2011)

### Obesidade - taxa de prevalência de adultos
- 15.7% (2005)

### Crianças com idade inferior a 5 anos abaixo do peso
- 10.1% (2011)

### Despesas de educação
- 2.5% GDP (2011)

### Alfabetização
- definição* 15 anos ou mais pode ler e escrever Inglês
- População total* 90.7% (2003 est.), 85% (2000 est.)
- masculino* 94.2% (2003 est.), 90% (2000 est.)
- feminino* 87.2% (2003 est.), 80% (1995 est.)

### Nacionalidade
- substantivo: Zimbabweano(s)
- adjetivo: Zimbabweano